# محمد القدوة
محمد سالم عرفات القدوة (أبو مجدي؛ ولد في 6 أغسطس 1946 في يافا – تُوفي في 16 ديسمبر 2021 في القاهرة) سياسي ووزير فلسطيني، كان أول محافظٍ لمحافظة غزة حيث شغل المنصب بين عامي 1996 و2014. كما كان رئيسًا للغرفة التجارية في قطاع غزة.